# مانیکوره
مانیکوره یک شهرداری است که در ایالت آمازوناس، برزیل واقع شده است.

جمعیت این شهر در سال ۲۰۱۶، ۵۳٬۸۹۰ نفر بوده و مساحت کل آن ۴۸٬۲۸۲٬۴۷۸ کیلومتر مربع است. فرودگاه مانیکوره در این شهر قرار دارد.